# Гнезда-Черин, Адам
А́дам Гне́зда-Че́рин (словен. Adam Gnezda Čerin; родился 16 июля 1999, Постойна) — словенский футболист, полузащитник клуба «Панатинаикос» и сборной Словении. Участник чемпионата Европы 2024.

## Клубная карьера
Начал футбольную карьеру в академии люблянского клуба «Браво». С 2014 года выступал за академию клуба «Домжале» из одноимённого города. 23 июля 2017 года дебютировал в основном составе «Домжале» в матче Первой лиги Словении против «Целе». 23 мая 2018 года забил свой первый гол за клуб в матче против «Триглава».
2 сентября 2019 года перешёл в «Нюрнберг», подписав с немецким клубом четырёхлетний контракт. 21 сентября 2019 года дебютировал за «Нюрнберг» в матче Второй Бундеслиги против «Карлсруэ».

## Карьера в сборной
Выступал за сборные Словении до 17, до 19 и до 21 года.